# 名侦探柯南：第11位前锋
《名偵探柯南：第11位前鋒》，是日本漫画家青山剛昌漫画系列《名偵探柯南》的第16部剧场版，2012年4月14日在日本上映。第十一位前锋日本区在8月3日正式全面下档。最终票房结算为32.7亿日元。位居歷年劇場版第三名，也是柯南连续四年突破30亿大关。 

## 本作特色
- 本片以足球賽為主題。
- 本片中，高木警官似乎不認識白羅咖啡廳之服務生榎本梓，但於2009年播出之動畫526集（海外版577集）〈真兇送來的包裹〉中，兩人已熟識並有所交集。疑為劇情失誤。
- 該片的片名為自《名偵探柯南：往天國的倒數計時》後，又一部裏頭的英語發音部分不是用漢字者。
- 於國立霞丘陸上競技場舉行的2012年日本超級盃中，一部分的觀眾席被指定為「名偵探柯南之席」[6]，坐在此區塊觀眾的歡呼聲被應用於此片音效中。[7]

### 宣傳標語
- 日文：
- 中文：「你們每個人，要好好地跟上我來！」

- 日文：
- 中文：「震撼足球場！讓全日本瘋狂之驚世謎題！！」

## 劇情簡介
柯南和少年偵探團參加了由現任職業足球員教練的足球課程。在那裡，小五郎與大學三年級的榊良辅重逢，他目前執教一支青少年足球隊。榊介紹小五郎給本浦慶一郎，他是青年足球隊的贊助商，也是小五郎的粉絲。本浦熱愛足球的兒子知史剛因病過世。聚集在足球課上的其他人包括在日賣電視台工作的山森伸三、记者幸田薰以及因傷而無法參加J聯賽的中岡一雅。
兩週後的下午，江户川柯南与少年侦探团和灰原一起在東都體育場觀看東京精神隊與大阪鋼巴隊的J聯賽比賽。上半場結束後的中場休息時，毛利偵探社接到了炸彈威脅的電話。小五郎最初以為這是一個惡作劇，但不久之後，停在辦公室前面街道上的一輛汽車爆炸了，他才把炸彈威脅当真。小五郎等人一路调查却毫无收获，体育场里的柯南却因为吉祥物的线索得知炸弹所在位置後開始拆除炸彈，但因為數量過多， 未能及時解除炸彈而導致大規模爆炸，幸好柯南事先通知警方讓观众疏散，因此没有造成伤亡。
然而數日後，小五郎再度收到第二次炸彈預告，發現犯人在多達10個體育場內安置了炸彈。要阻止爆炸，必須讓每個體育場主場球隊的前鋒將球踢中球門橫樑的中央，10位前鋒的命中與否，將關係到場內人們的生死。調查過程中發現小五郎与此事有关：幾個月前，本浦知史在東都體育場觀看比賽時突發心臟病，因小五郎和球迷的干擾導致交通延誤而去世。但實際上，小五郎和他的支持者正在努力營救一位因中暑倒下的老人，他們攔住了本浦知史的救護車，誤以為他們叫的救護車就是老人的。與小五郎等人有仇的本浦圭一郎被認為是罪魁禍首，但本浦圭一郎告訴他們，他與這起事件無關，柯南也將他排除在嫌疑犯之外。
柯南来到东都体育场，指出這起案件的真正罪魁禍首是中岡一雅。中冈在高中三年級時認識了知史，他們開始一起練習足球；然而中冈却因交通事故无缘J联赛，回到日本后，看到知史在小型比赛中友情出场并进球，打算振作起来。然而知史逝世后，他迁怒于小五郎和球迷，策劃了這起事件。中岡不相信柯南的解释，並啟動了炸彈， 他宣稱東都體育場是「第11個體育場」，而真正的第10個體育場是國立競技場，他的目標是殺死那裡的小五郎等人。因爆炸受伤的柯南大声斥责中冈，鲜血染红了腕带，让中冈想到了知史，但此时東都體育場因爆炸的影響即將倒塌，柯南在少年偵探團還有灰原哀的幫忙下，將球傳給柯南，踢出了任意球，足球越過廢墟擊中球門橫梁，阻止了炸彈的爆炸。 這場爆炸事件最終無人傷亡地落幕。被阻止野心的中岡，最後明白：江戶川柯南才是「第11位前鋒」。

## 登場人物

### 原作角色
| 角色         | 配音       | 配音     | 配音     | 簡介 |          |
| 角色         | 日本       | 臺灣     | 香港     | 簡介 |          |
| 主要角色     | 主要角色   | 主要角色 | 主要角色 | 主要角色 | 主要角色 |
| ------------ | ---------- | -------- | -------- | --- | -------- |
| 江户川柯南   | 高山南     | 蔣篤慧   | 周恩恩   | 本作男主角，原是知名的關東高中生偵探工藤新一，因被黑暗組織的琴酒灌下毒藥而身體縮小，化名為江戶川柯南寄住在毛利家中並暗中調查黑暗組織。 |          |
| 工藤新一     | 山口勝平   | 劉傑     | 李家傑   | 本作男主角，原是知名的關東高中生偵探工藤新一，因被黑暗組織的琴酒灌下毒藥而身體縮小，化名為江戶川柯南寄住在毛利家中並暗中調查黑暗組織。 |          |
| 毛利蘭       | 山崎和佳奈 | 魏晶琦   | 王夢華   | 新一的青梅竹馬，運動神經發達，擅長空手道，曾獲得全國高中空手道關東大賽的冠軍。                                                         |          |
| 毛利小五郎   | 小山力也   | 陳進益   | 黃志明   | 小蘭的父親，英理的丈夫，私家偵探，外號沉睡小五郎，原刑警，辭職後在家開設毛利偵探事務所。                                               |          |
| 灰原哀       | 林原惠     | 魏晶琦   | 陳子瑩   | 柯南的搭檔兼好友，本名宮野志保，原黑暗組織科學家雪莉。吃下毒藥而縮小身體，逃離組織後寄住在阿笠家中，並化名灰原哀。                     |          |
| 朋友相關角色 |            |          |          | |          |
| 吉田步美     | 岩居由希子 | 傅其慧   | 莊巧兒   | 三人為帝丹小學一年級生，後來與轉學生柯南和灰原一同組成少年偵探團。                                                                     |          |
| 小嶋元太     | 高木涉     | 劉傑     | 陳志強   | 三人為帝丹小學一年級生，後來與轉學生柯南和灰原一同組成少年偵探團。                                                                     |          |
| 圓谷光彥     | 大谷育江   | 魏晶琦   | 曾月娥   | 三人為帝丹小學一年級生，後來與轉學生柯南和灰原一同組成少年偵探團。                                                                     |          |
| 阿笠博士     | 緒方賢一   | 徐健春   | 周永光   | 工藤家的鄰居兼好友，科學家兼發明家，會發明出一些道具讓柯南在案件中使用，在灰原哀逃離黑暗組織後收留她。                                 |          |
| 鈴木園子     | 松井菜櫻子 | 傅其慧   | 莊巧兒   | 小蘭的好友兼同學，鈴木財團的二千金，時常邀請毛利家參加各式的宴會活動，與京極真是戀人關係。                                             |          |
| 榎本梓       | 榎本充希子 | 傅其慧   | 曾月娥   | 白羅咖啡廳的女服務生。 |          |
| 警察相關角色 |            |          |          | |          |
| 目暮十三     | 茶風林     | 徐健春   | 黃啟明   | 警視廳搜查一課的警官（警部），曾是毛利小五郎的上司，經常在兇案現場要求部下調查相關證據。                                               |          |
| 白鳥任三郎   | 井上和彥   | 陳幼文   | 陳健豪   | 警視廳搜查一課的警官（警部），出身於豪門，與小林澄子是戀人關係。                                                                       |          |
| 佐藤美和子   | 湯屋敦子   | 魏晶琦   | 陳子瑩   | 警視廳搜查一課的警官（警部補），擁有極多追求者，有著「警視廳之花」的稱呼，與高木涉是戀人關係。                                         |          |
| 高木涉       | 高木涉     | 劉傑     | 李家傑   | 警視廳搜查一課的刑警（巡查部長），會聽小孩的意見，與少年偵探團關係極好，與佐藤美和子是戀人關係。                                       |          |
| 千葉和伸     | 千葉一伸   | 陳進益   | 陳志強   | 警視廳搜查一課的刑警（巡查部長），高木的好友。                                                                                         |          |
| 山村操       | 古川登志夫 | 劉傑     | 李家傑   | 群馬縣警察刑事部捜査一課刑警（警部）。個性迷糊，對毛利小五郎的推理崇拜至極。                                                           |          |
| 足球相關角色 |            |          |          | |          |
| 赤木英雄     | 辻谷耕史   | 劉傑     | 陳健豪   | 19歲，職業足球隊「東京SPIRITS隊」的選手，位置是前鋒（FW），背號11號，元太和光彥是他的忠實球迷。                                        |          |
| 比護隆佑     | 櫻井孝宏   | 陳進益   | 李家傑   | 19歲，職業足球隊「BIG大阪」的選手，位置是前鋒（FW），背號9號。灰原是他的超級粉絲。                                                     |          |
| 真田貴大     | 吉野裕行   | 陳幼文   | 李家傑   | 18歲，職業足球隊「BIG大阪」的選手，位置是前鋒（FW），背號19號。倍受期待的新人選手。本作電影版初登場，後來也於原作、電視動畫中登場。    |          |

### 本作角色
| 角色             | 配音                       | 配音                 | 配音                 | 簡介 |          |
| 角色             | 日本                       | 臺灣                 | 香港                 | 簡介 |          |
| 本作犯人         | 本作犯人                   | 本作犯人             | 本作犯人             | 本作犯人 | 本作犯人 |
| ---------------- | -------------------------- | -------------------- | -------------------- | --- | -------- |
| 中岡一雅         | 東地宏樹                   | 陳幼文               | 陳健豪               | 21歲，機車店員工，曾奪得全國足球冠軍，因車禍弄傷腳後因顧及尊嚴而退出東京靈魂隊。為本劇爆炸案的嫌犯，動機因為知史因心臟病發前往送醫，卻因救護車受小五郎及靈魂隊球迷給攬下延誤就醫而逝世(當時小五郎為了拯救一位暈倒陷入昏迷的路人向救護車請求幫助，卻不知道知史因心臟病發要緊急送醫急救的經過)，因此為了向小五郎展開復仇與體會失去重要之人的痛苦，才策劃足球場爆炸案的案件，最後被警方逮捕。 |          |
| 本作要角         |                            |                      |                      | |          |
| 山森慎三         | 千葉繁                     | 徐健春               | 黃啟明               | 51歲，日賣電視台體育情報局部長。 |          |
| 榊良輔           | 中村大樹                   | 陳幼文               | 黃啟明               | 32歲，體操教練，亦是少年足球俱樂部的領隊。 |          |
| 本浦圭一郎       | 井上倫宏                   | 劉傑                 | 黃志明               | 43歲，工廠經營者，十分喜愛足球的兒子知史於三個月前因心臟病病逝。因此被懷疑是嫌疑犯。 |          |
| 香田薰           | 桐谷美玲                   | 傅其慧               | 曾月娥               | 27歲，日賣新聞文娛部攝影記者。 |          |
| 本浦知史         | 雪野五月                   | 傅其慧               | 莊巧兒               | 10歲，愛好足球的小學四年級生，圭一郎之子。本作足球場爆炸案的案件動機角色，三個月前在觀賞球賽時因心臟病發作，在送醫途中因救護車受小五郎及靈魂隊球迷給攬下延誤就醫而逝世(當時小五郎為了拯救一位暈倒陷入昏迷的路人向救護車請求幫助，卻不知道知史因心臟病發要緊急送醫急救的經過)。促使嫌犯策畫足球場爆炸案向小五郎展開復仇的導火線。                                                           |          |
| 其他配角         |                            |                      |                      | |          |
| 松崎幸司         | 稻葉實                     | 徐建春               | 陳健豪               | 29歲，BIG大阪隊監督。 |          |
| 野本博昭         | 長                         | 徐建春               | 周永光               | 解說員，為原作中登場的記者，麥倉直道。 |          |
| 多部田美幸       | 荒井靜香                   | 傅其慧               | 莊巧兒               | 報導員。 |          |
| J联赛職員        | 岩貞和明                   | 徐建春               | 周永光               | |          |
| 广播             | 前田愛 茂呂田薰            | 傅其慧 蔣篤慧 魏晶琦 | 王夢華               | |          |
| 警備員           | 麻生敬太郎 青山穣 川村拓央 | 陳幼文 陳進益 劉傑   | 黃啟明 陳健豪 李家傑 | |          |
| 攝影師           | 川津泰彦 川中子雅人        | 徐建春 劉傑 陳幼文   | 陳健豪 周永光 李家傑 | |          |
| 警官             | 蓮池龍三                   | 陳幼文               | 周永光               | |          |
| 特別演出（本人） |                            |                      |                      | |          |
| 足立梨花         | 足立梨花                   | 蒋笃慧               | 莊巧兒               | 日本電視藝人。 |          |
| 宮根誠司         | 宮根誠司                   | 陈幼文               | 陳健豪               | 日本電視藝人。 |          |
| 遠藤保仁         | 遠藤保仁                   | 陳進益               | 陳志強               | 日本J聯盟現役球員，所屬球隊大阪鋼巴。 |          |
| 楢崎正剛         | 楢崎正剛                   | 徐健春               | 李家傑               | 日本J聯盟現役球員，所屬球隊名古屋鯨魚。 |          |
| 今野泰幸         | 今野泰幸                   | 陳幼文               | 陳志強               | 日本J聯盟現役球員，所屬球隊大阪鋼巴。 |          |
| 中村憲剛         | 中村憲剛                   | 劉傑                 | 周永光               | 日本J聯盟現役球員，所屬球隊川崎前鋒。 |          |
| 三浦知良         | 三浦知良                   | 劉傑                 | 陳志強               | 日本J聯盟現役球員，所屬球隊橫濱FC。 |          |

## 歌曲
| 類別   | 曲名   | 作詞     | 作曲     | 編曲   | 演唱     |
| ------ | ------ | -------- | -------- | ------ | -------- |
| 主題曲 | 春之歌 | 山下穂尊 | 山下穂尊 | 江口亮 | 生物股長 |

這首歌不是Being所属歌手演唱的歌曲。这是继1997年上映的第1部剧场版《引爆摩天楼》的主题歌〈Happy Birthday〉之后15年以来的第二次。从第2部剧场版《第十四个目标》的歌手ZARD开始，名侦探柯南剧场版的主题歌连续14年全部由Being所属歌手演唱，到2011年本影片为止才被打破。

## 工作人員
- 原作：青山剛昌
- 総監督：山本泰一郎
- 監督：静野孔文
- 脚本：古内一成
- 音乐：大野克夫
- 動作製作：東京電影新社[8]
- 「名偵探柯南：第11位前鋒」製作委員會 
  - 小学館
  - 讀賣電視台
  - 日本電視台
  - ShoPro
  - 東寶株式會社
  - TMS娱乐

## 票房

### 日本
- 第一周

尽管面对《超级战舰》《蜡笔小新》《泰坦尼克号3D》的多重压力，但M 16上映首周依旧毫无压力地拿下了周票房榜冠军。在上映仅两天的情况下取得6亿2974万550日元的票房，总计有54万975人观影，超越了M 13《漆黑的追踪者》上映首周5.9亿的票房，成为了当时首周票房最高的柯南剧场版（此记录之后被M 17《绝海的侦探》的6亿7155万日元所超越）。
- 第二周

票房累计收入12亿6336万2100日元，总观影人数达到106万9962人。超越M 13第二周12.5亿的成绩，依然位居历代第一。
- 第三周

票房累计收入20亿554万3950日元，共动员170万4585人。突破20亿大关。但惜败于M 13同期票房。
- 第四周

第四周收入3亿963万3012日元，累计票房收入28亿811万9500日元，累计动员237万144人。突破动员200万人，收入25亿大关。同期累计票房惜败于M 13（30亿1770万364日元），但相比第三周时差距已缩小（从2.856亿缩小至2.096亿）。
- 第五周

第五周收入1亿6692万9900日元。前五周累计总动员250万5386人，收入29亿7504万9400日元。
公映32天（注：第5周又3天）收入突破30亿日元大关。虽然破30亿时间比预计迟了2天，但同期累计在16部历史里还是能位居第3位。
- 第六周

第6周共收入6760万4100日元。前六周累计收入30亿9050万9700日元，累计动员260万1100人。
- 第七周

公映7周的柯南M16累计动员约266万777人，累计票房约31亿6342万8400日元，超越前作M15。暂列柯南影史第5位。
- 第八周

第8周累计票房32亿888万8050日元。虽票房排名跌出前十，但突破32亿的成绩也已成功超越M 7、14，目前位居柯南剧场版史上第三位。
- 第九周

第9周累计票房32亿9156万9271日元。
- 最终票房

《名偵探柯南 第11位前鋒》（日本区）在8月3日正式全面下档。最终票房结算为32.9亿日元。位居历代第三（惜败于M13和M6），也是柯南连续四年突破30亿大关。

### 台灣-台北
- 首周07-07~07-08[9]

首周票房461萬新台幣，位居第四
- 第二周07-09~07-15

單周票房424萬新台幣，周末票房193萬新台幣，位居第六
- 第三周07-16~07-22

單周票房193萬新台幣，周末票房85萬新台幣，位居第六。
- 第四周07-23~07-29

單周票房85萬新台幣，周末票房32萬新台幣，位居第八。
- 第五周07-30~08-05

單周票房39萬新台幣，周末票房17萬新台幣，位居第十。
- 第六周08-06~08-12

單周票房19萬新台幣，周末票房7萬7310新台幣，位居第十。
- 第七周08-13~08-19

單周票房7萬新台幣，周末票房6670新台幣，位居第二十五

總票房1228萬新台幣；全台票房為2346萬新台幣

### 韓國
- 首周07-19~07-22[10]

首周票房115萬5895美金，周末107萬5689美金，動員人數20萬，上映廳數350廳，位居第三
- 第二周07-23~07-29

單周票房69萬3044美金，周末40萬1534美金，累計動員人數33萬，上映廳數211廳，位居第六
- 第三周07-30~08-05

單周票房76萬5168美金，周末31萬7351美金，累計動員人數46萬，上映廳數146廳，位居第六
- 最終周08-06~08-12

單周票房23萬1183美金，周末10萬3523美金，累計動員人數50萬，上映廳數82廳，位居第九

## 發行

### 影碟
日本
- DVD發售：2012年10月12日
- 藍光光碟發售：2012年10月12日

台灣
- VCD發售：2012年10月24日（發行商：普威爾）
- DVD發售：2013年1月11日（發行商：普威爾）
- 藍光光碟發售：2013年1月11日（發行商：普威爾）

香港
- DVD/VCD發售：2012年12月29日（发行商：新一影業）

### 書籍
| 冊數 | 小學館         | 小學館                 | 青文出版社    | 青文出版社            |
| 冊數 | 發售日期       | ISBN                   | 發售日期      | ISBN                  |
| ---- | -------------- | ---------------------- | ------------- | --------------------- |
| 上   | 2012年11月16日 | ISBN 978-4-09-124106-1 | 2013年9月18日 | ISBN 978-986-310748-4 |
| 下   | 2012年12月18日 | ISBN 978-4-09-124107-8 | 2013年9月18日 | ISBN 978-986-310749-1 |

## 外部連結
- 互联网电影数据库（IMDb）上《名侦探柯南：第11位前锋》的资料（英文）
- 名探偵コナン 11人目のストライカー公式サイト - ウェイバックマシン（2012年4月26日アーカイブ分）
- 名探偵コナン 11人目のストライカー （页面存档备份，存于） - トムス・エンタテインメント
- 名探偵コナン 11人目のストライカー （页面存档备份，存于） - 東宝
- 名探偵コナン 11人目のストライカー （页面存档备份，存于） - allcinema
- 名探偵コナン 11人目のストライカー （页面存档备份，存于）- KINENOTE
- 名探偵コナン 11人目のストライカー （页面存档备份，存于） - 文化庁日本映画情報システム
- 名探偵コナン 11人目のストライカー （页面存档备份，存于） - 映画.com
- 名探偵コナン 11人目のストライカー （页面存档备份，存于） - Movie Walker
- Jリーグ公式サイト - ウェイバックマシン（2014年7月17日アーカイブ分）